# Guzów (Wiskitki)

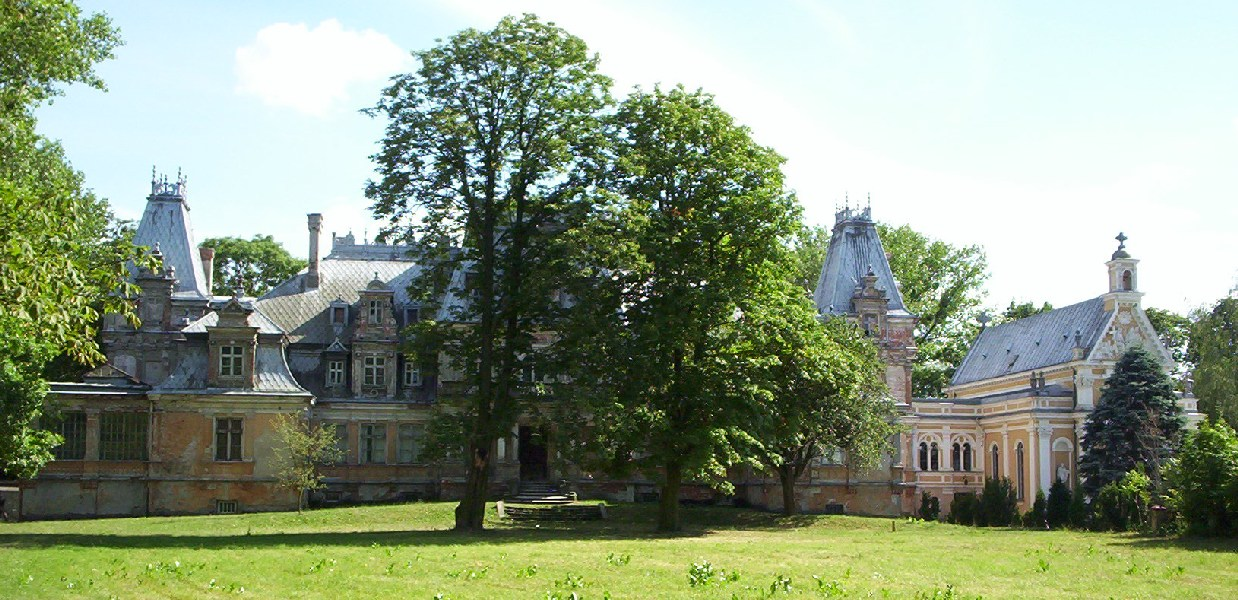
Der zerstörte Palast, rechts die Kapelle des Palastes

Guzów ist ein polnisches Dorf in der Gmina Wiskitki. Es liegt im Powiat Żyrardowski in der Woiwodschaft Masowien.
Der Ort liegt an der Landesstraße 50. Die Autobahn A2 verläuft 3,5 km entfernt südlich.
Der Sobański-Palast, ursprünglich ein Herrenhaus, stammt wesentlich aus den 1860er Jahren.